# Nemzedékváltakozás

A harasztok nemzedékváltakozásának vázlata

A nemzedékváltakozás vagy újabb nevén életfázis-váltakozás, esetleg kétszakaszos egyedfejlődés (metagenezis, generatio alternans) a növények – illetőleg a gombák és egyes sárgásmoszatok (pl. kovamoszatok,  barnamoszatok) – egyedfejlődésében széles körben felismerhető jellemző sajátosság. Abban nyilvánul meg, hogy az egyedfejlődés teljes ciklusa alatt többnyire szabályszerűen váltja egymást a spórából (pontosabban meiospórából: meiózis útján létrejött spórából) kifejlődő, haploid állapotú, ivarszerveket (gametangium) és ivarsejteket (gaméta) létrehozó ivaros nemzedék (életfázis, szakasz), más néven gametofiton, és a megtermékenyített petesejtből, a zigótából kifejlődő, diploid állapotú, ivartalan szaporítószerveket (spórákat létrehozó sporangiumok) létrehozó ivartalan nemzedék (életfázis, szakasz) vagy sporofiton. Megjegyzendő, hogy a „nemzedék” szó használata nem túl szerencsés, hisz ezen a szón nem a genetikai értelemben vett nemzedéket értjük, hanem egyetlen egyedfejlődési ciklus két szakaszát, melyet egymástól élesen elválaszt a sejtek eltérő kromoszómaszerelvénye (haploid gametofiton és diploid sporofiton). Azonban a „nemzedék” szó annyira beleivódott a magyar botanikai szaknyelvbe, hogy kiirtása szinte képtelenség.

## A nemzedékváltakozás alapvető típusai
A nemzedékváltakozásnak négy alapvető típusa van, melyek közül a legtipikusabb és a növények körében a legelterjedtebb a diplobionta (diplohaplonta vagy haplodiplonta) típusú nemzedékváltakozás. Szűkebb értelemben tulajdonképpen csak a diplobionta metagenezis nevezhető nemzedékváltakozásnak. 

### Haplonta típusú nemzedékváltakozás
Erre a típusra jellemző, hogy az élőlény teste haploid sejtekből épül fel, a diploid szakasz csak a zigótára korlátozódik. Vagyis a sporofiton szakaszt kizárólag a zigóta képviseli, mely kialakulása után (a megtermékenyítést követően) közvetlenül meiotikusan kezd osztódni, létrehozva rögtön azokat a meiospórákat, melyekből az élőlény generatív teste létrejön. Ide tartoznak az összes egysejtű moszat, és a zöldmoszatok fonalas szerveződésű alakjai közül is nagyon sok ide tartozik (pl. Ulothrix). 

### Diplonta típusú nemzedékváltakozás
Erre a típusra jellemző, hogy az élőlény teste diploid sejtekből épül fel, a haploid szakasz csak az ivarsejtekre (gamétákra) korlátozódik. Vagyis a gametofiton szakaszt kizárólag az ivarsejtek képviselik, melyek kialakulásuk után (a gametogenezist követően) közvetlenül egyesülnek, és létrehozzák a diploid zigótát, mely mitotikus osztódás után létrehozza az élőlény dipliod testét. A diplonta metagenezisben tulajdonképpen nincsenek spórák. A gametangiumok nem haploid testen jönnek létre, hanem a diploid testen. Ez a nemzedékváltakozás jellemző pl. a kovamoszatokra, a barnamoszatok közé tartozó Fucus-fajokra, illetve az egész állatvilágra (vagyis a diplonta metagenezis nem is valódi nemzedékváltakozés, akárcsak a haplonta metagenezis).

### Haplobionta típusú nemzedékváltakozás
Azok a szervezetek, amelyeknél ugyan van két nemzedék, de mindkettő haploid jellegű. Ez elég ritka jelenség, hisz a metagenezisnek éppen az a lényege, hogy a haploid és diploid nemzedék váltakozik egymással. A haplobionta metagenezis jellemző néhány zöld- és vörösmoszatra. Pl. a Batrachospermum vörösmoszat fejlődésmenete a következő: a hímivarsejt megtermékenyíti a karpogonium petesejtjét, és a zigóta redukciósan – azaz meiózissal – osztódik, belőle kihajtanak a haploid karpogén fonalak, amelyek a karpospórákat termelik. Ezekből a spórákból új ivaros nemzedék keletkezik. Vagyis itt is a diploid nemzedék a zigótra korlátozódik, és két haploid nemzedék van.

### Diplobionta típusú nemzedékváltakozás
Ez a valódi nemzedékváltakozás. A haploid és a diploid nemzedék váltakozik egymással. A diplobionta metagenezisnek alapvetően két típusa van.

#### Homo- vagy izomorf nemzedékváltakozás
A diploid sporofiton és a haploid gametofiton nemzedék fejlettsége megegyezik. Vagyis az ivarsejtekből kialakul a diploid zigóta, mely megnyitja az ivartalan sporofita szakaszt, melyben kialakul a viszonylag fejlett sporofiton, amely létrehozza a meiózissal a spórákat, melyekből a sporofitonhoz hasonlóan fejlett gametofiton jön létre, gametangiumokkal és azokban az ivarsejtekkel.

#### Heteromorf nemzedékváltakozás
A diploid sporofiton és a haploid gametofiton fejlettsége eltérő, mely kétféle lehet:
- a gametofiton nemzedék fejlett, a sporofiton redukálódott (ez viszonylag ritka);
- a sporofiton nemzedék fejlett, a gametofiton redukálódik (ez jellemző a magasabbrendű, hajtásos növényekre).